# Azamat Chakułow
Azamat Chasanbijewicz Chakułow (ros. Азамат Хасанбиевич Хакулов; ur. 6 stycznia 1994) – rosyjski zapaśnik walczący w stylu klasycznym. Brązowy medalista wojskowych MŚ z 2017. Trzeci na mistrzostwach Rosji w 2016 i 2017 roku.